# Frühlings-Zaubernuss

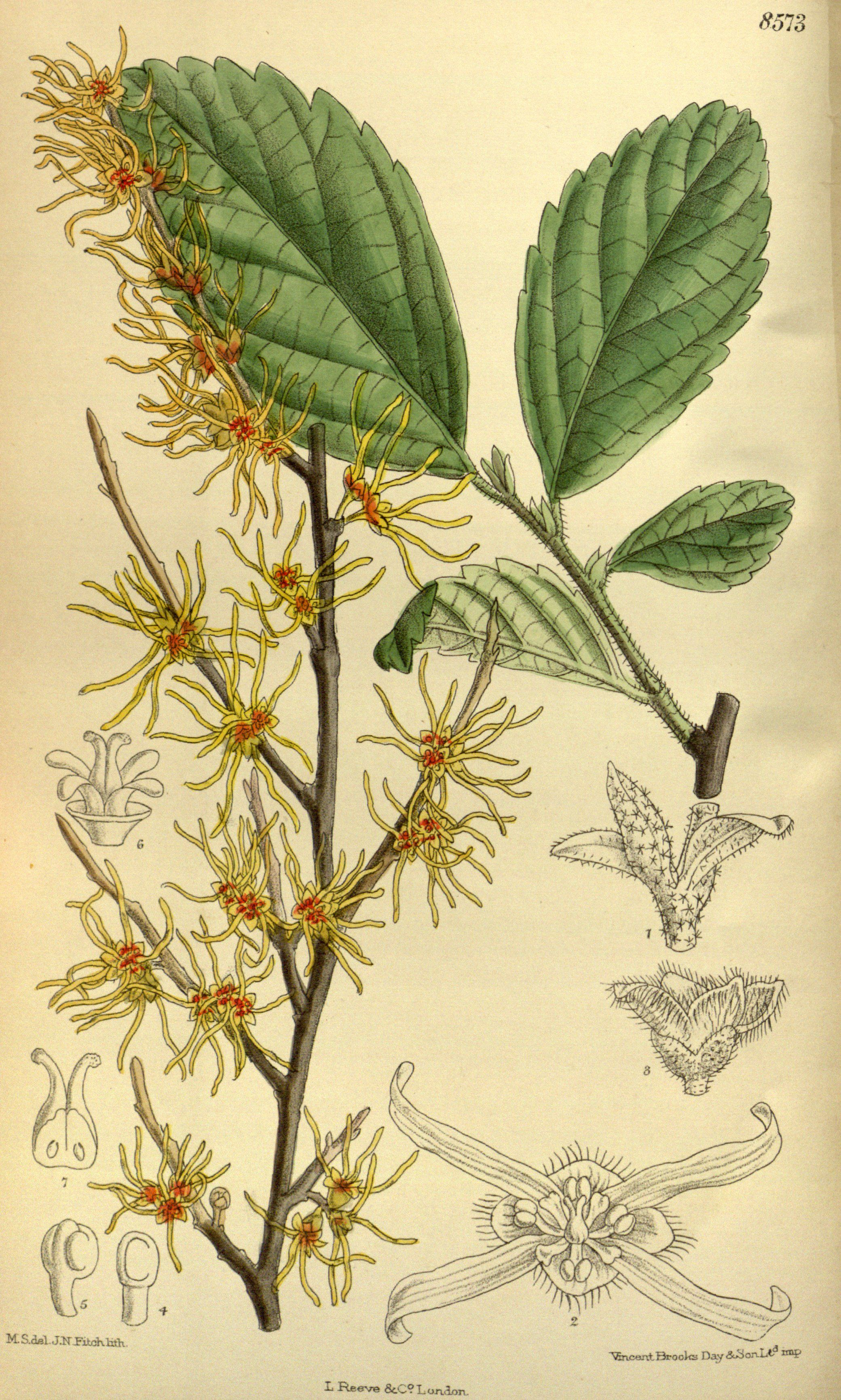
Illustration

Die Frühlings-Zaubernuss (Hamamelis vernalis) ist eine Pflanzenart mit 7 bis 13 Zentimeter langen Blattspreiten und duftenden Blüten aus der Familie der Zaubernussgewächse. Ihr Verbreitungsgebiet liegt auf dem Ozark-Plateau in den Vereinigten Staaten. 

## Beschreibung

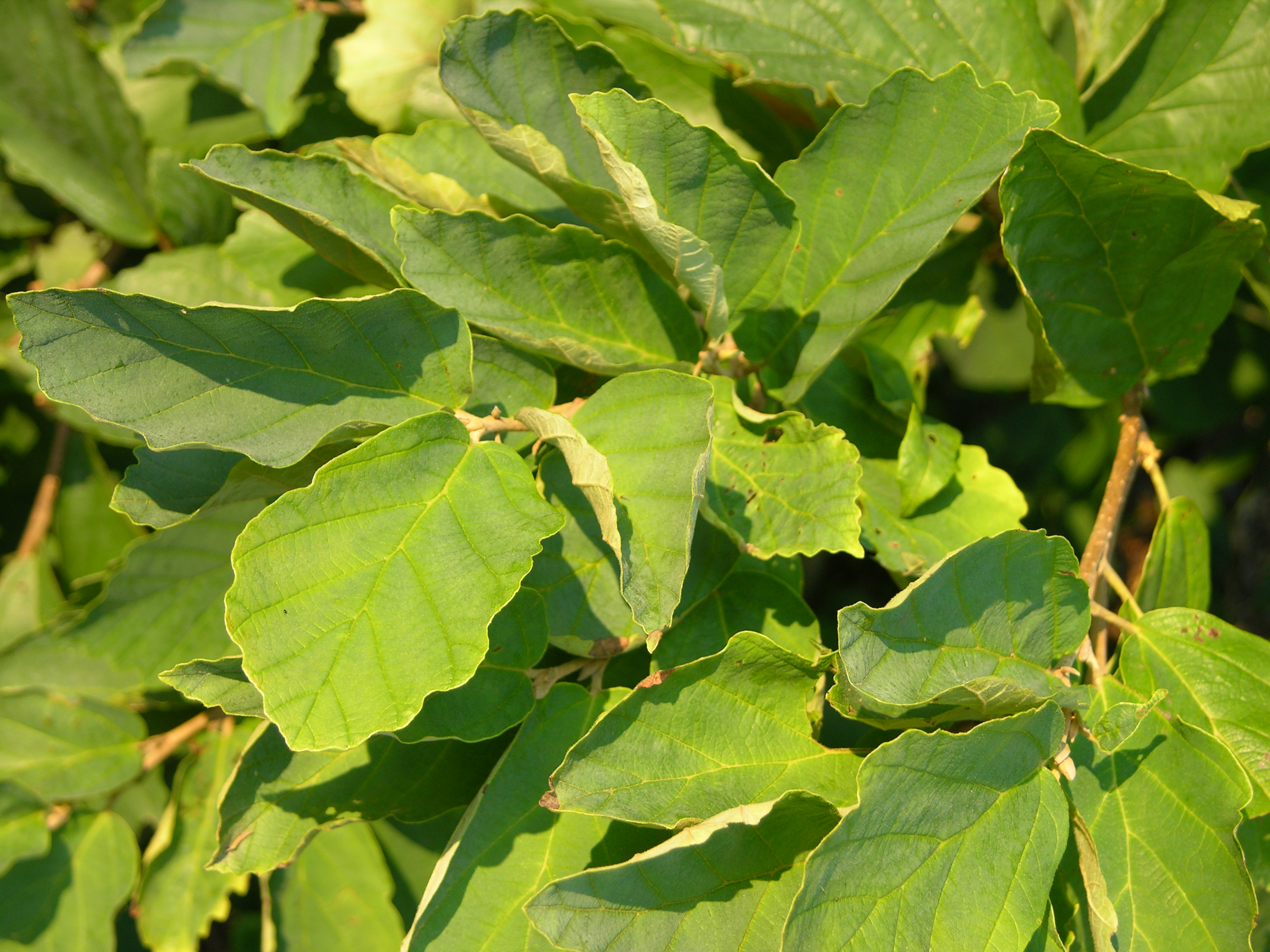
Blätter des Kultivars 'New Year's Gold'

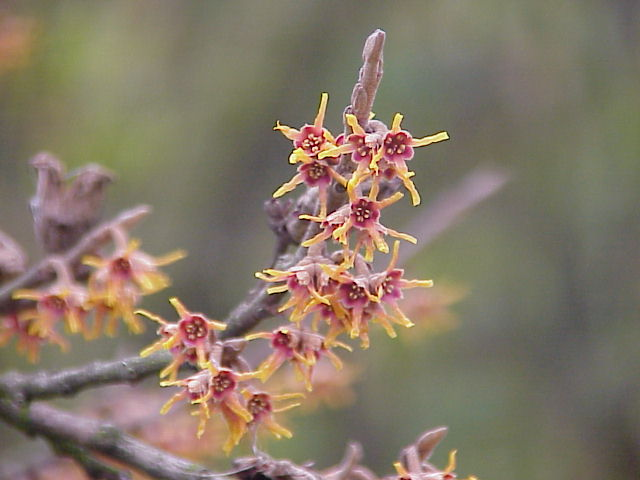
Zweig mit Blüten

Die laubabwerfende Frühlings-Zaubernuss wächst als ausläuferbildender, 2 bis 4 Meter hoher Strauch mit weit ausgebreitetem Wurzelsystem. Die wechselständigen Blätter bleiben häufig den ganzen Winter am Strauch. Der Blattstiel ist meist 7 bis 15, selten bis 18 Millimeter lang. Die Blattspreite ist meist eiförmig bis verkehrt-eiförmig, 7 bis 13 Zentimeter lang und 6,7 bis 13 Zentimeter breit. Sie hat eine spitze bis selten abgerundete und leicht herzförmige, leicht schiefe Basis. Das Ende ist spitz bis gerundet. Der Blattrand ist über der Mitte grob gekerbt oder buchtig bis seichtbuchtig. Die Blattoberseite ist dunkelgrün, die Unterseite ist grün, häufig glauk und oft etwas filzig behaart. Meist werden fünf Nervenpaare gebildet. Die Blätter färben sich im Herbst orange.
Die stark duftenden, zwittrigen Blüten erscheinen im Winter von Dezember bis März auf unbelaubten Zweigen. Die Blüten erscheinen zu dritt achselständig. Die Blüten sind vierzählig mit doppelter Blütenhülle. Es ist ein Blütenbecher vorhanden. Die Innenseite des Blütenbechers ist häufig tief purpurfarben bis gelb. Die innen rötlichen Kelchblätter sind eiförmig und zurückgelegt. Die bandförmigen, ausladenden Kronblätter sind rötlich, tief rot, orangefarben oder manchmal gelb und 7 bis 10 Millimeter lang. Häufig wachsen Blüten unterschiedlicher Farbe an einem Strauch. Die kleinen, nektarbsondernden Staminodien sind nicht oder nur wenig erweitert. Die vier Staubblätter sind kurz. Der zweikammerige Fruchtknoten ist mittelständig mit zwei kurzen Griffeln.
Als Früchte werden 10 bis 15 Millimeter lange, zweisamige und holzige Kapselfrüchte im Blütenbecher, mit Griffel- und Kelchresten gebildet. Die schwarzen und harten, schmal-eiförmigen Samen sind 7 bis 9 Millimeter lang, mit kleinem, weißem Hilum. Sie werden explosiv verbreitet.
Die Chromosomenzahl beträgt 2n = 24.

## Verbreitung und Ökologie
Die Frühlings-Zaubernuss bildet auf Kiesbänken und felsigen Bachufern Gebüsche, seltener wächst sie auf bewaldeten Hängen. Man findet sie in Höhen von 100 bis 400 Metern auf dem Ozark-Plateau in den amerikanischen Bundesstaaten Arkansas, Missouri und Oklahoma. Dort wächst sie häufig zusammen mit der weiter verbreiteten Virginischen Zaubernuss (Hamamelis virginiana). Das Verbreitungsgebiet wird der Winterhärtezone 6a zugerechnet mit mittleren jährlichen Minimaltemperaturen zwischen −23,3° und −20,6° Celsius (−10 bis -5° Fahrenheit).

## Systematik
Die Frühlings-Zaubernuss (Hamamelis vernalis) ist eine Art aus der Gattung Zaubernuss (Hamamelis) in der Familie der Zaubernussgewächse (Hamamelidaceae) und wurde 1911 von Charles Sprague Sargent in Trees & Shrubs erstmals wissenschaftlich beschrieben. Sie unterscheidet sich von der ähnlichen und im selben Gebiet wachsenden Virginischen Zaubernuss (Hamamelis virginiana) durch die angenehm duftenden Blüten und die Blütenfarbe.

## Verwendung
Die Frühlings-Zaubernuss wird trotz der duftenden und schön gefärbten Blüten nur selten als Zierstrauch verwendet.